# Jean-Marie Delaperche
Pour les articles homonymes, voir Delaperche et Laperche (homonymie).
Jean-Marie Delaperche, dit Delaperche aîné, né le 22 mars 1771 à Orléans et mort le 29 décembre 1843 à Paris, est un peintre français.

## Biographie
Né à Orléans, paroisse Saint-Paul, le 22 mars 1771, Jean-Marie Laperche est le fils de Marguerite-Thérèse Leprince et de Jean-Baptiste Laperche, marchand bonnetier. En 1813, il obtient que son patronyme soit modifié en « Delaperche », conformément à certains registres paroissiaux.
Jean-Marie et son frère Constant, dit « Delaperche jeune », sont initiés aux arts par leur mère, Thérèse Laperche (1743-1814), pastelliste et disciple de Perronneau. Jean-Marie aurait par la suite été l'un des élèves de David, mais son passage dans l'atelier de ce maître n'a pas laissé beaucoup de traces dans les archives.
Actif à Paris, puis à Caen à partir de 1797, Jean-Marie Delaperche émigre en 1805 en Russie, où il travaille comme peintre en miniatures avant d'être engagé comme précepteur par la famille Venevitinov en 1815.
Veuf en 1796 puis remarié la même année à Cécile Sérigny (mort en 1842), il est père de plusieurs enfants, dont Antoine-Prosper Delaperche et deux autres fils, Stanislas et Jean, qui meurent jeunes lors de la campagne de Russie.

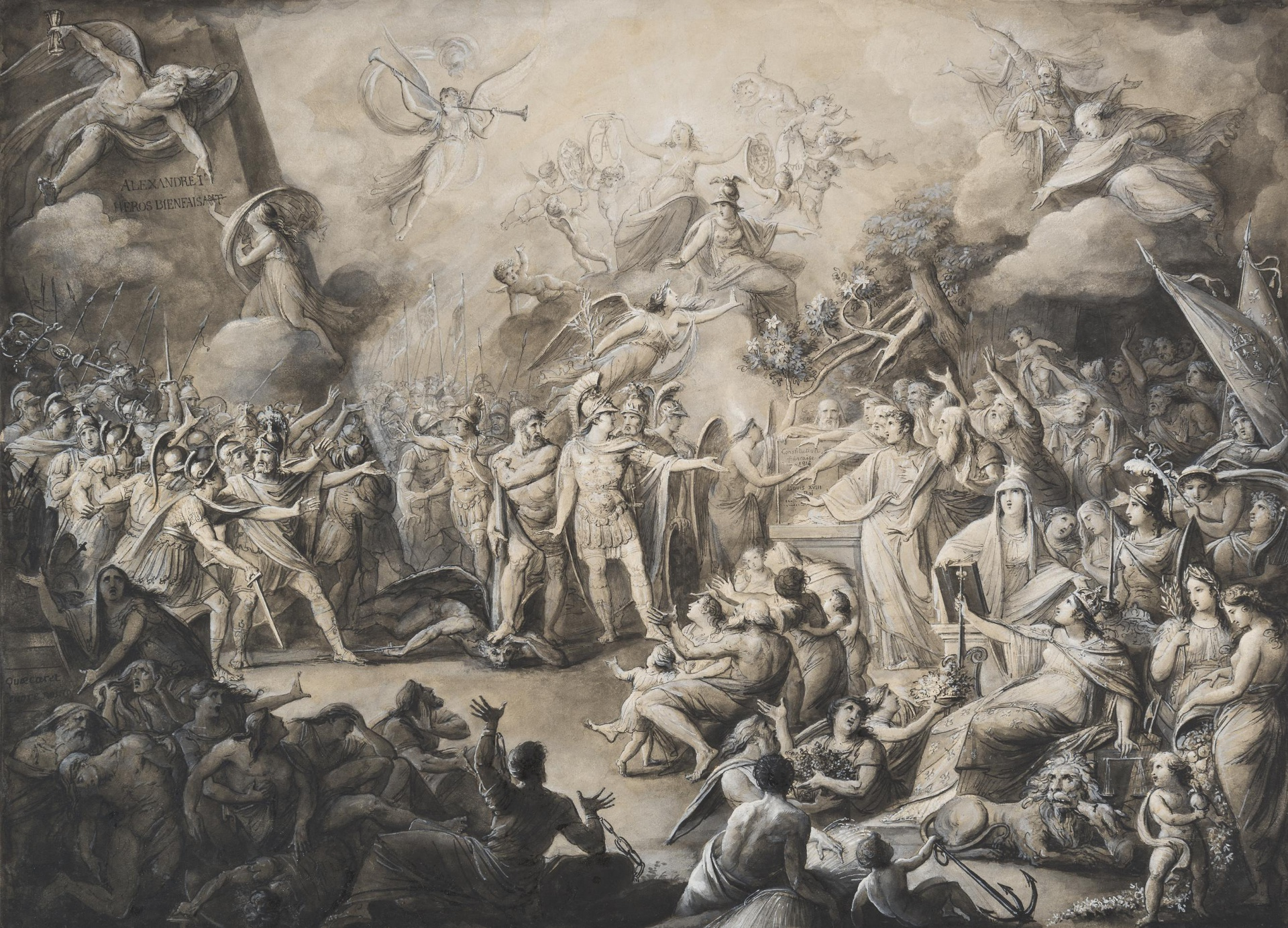
Allégorie de l'aide de l'empereur Alexandre Ier à la restauration de la monarchie en France (1814), dessin, Saint-Pétersbourg, musée de l'Ermitage.

Royaliste, Jean-Marie Delaperche déteste Napoléon, qu'il présente comme un tyran dans certains de ses dessins allégoriques.
De retour en France en 1824, année où il expose deux œuvres au Salon, Delaperche collabore avec son frère et travaille comme portraitiste à Paris ainsi que dans plusieurs villes de province telles que Saint-Malo, Limoges et Le Mans. En 1840, l'élévation à l'épiscopat de leur cousin par alliance, Denis-Auguste Affre, procure aux Delaperche la commande du portrait du prélat et de tableaux pour l'église de la ville natale de celui-ci, Saint-Rome-de-Tarn.
Jean-Marie Delaperche meurt le 29 décembre 1843 à son domicile du 37, rue des Postes à Paris.
Longtemps oublié, Delaperche a été redécouvert au début du XXIe siècle après l'acquisition d'une importante collection de ses dessins par le musée des Beaux-Arts d'Orléans qui lui a consacré une exposition en 2020,.

## Œuvres
- Portrait de Marie Antoine Prosper Delaperche, vers 1799, huile sur toile, localisation inconnue[réf. nécessaire].
- Portrait de Pierre-Alexandre Parisot, vers 1815[8].
- Portrait de l'archevêque grec Isacarus, Salon de 1824[3].
- Tête d'étude, Salon de 1824[3].
- Portrait d'Antoine-Prosper Delaperche, sous-lieutenant des chasseurs de la garde, vers 1824-1830, huile sur toile, 130,5 × 97 cm, Paris, musée de l'Armée.
- Étude pour une Psyché, Salon de 1833[3].
- Portrait de femme, Salon de 1834[3].
- Portrait de Mgr Denis-Auguste Affre, archevêque de Paris, 1840, Salon de 1841[3].
- Tête de vieille femme, Salon de 1842[3].
- L'Apparition de Jésus à Madeleine (Noli me tangere), entre 1824 et 1833, en collaboration avec son frère Constant Delaperche, huile sur toile, église Sainte-Madeleine de Rouen[3].
- L’Amour, cause des plaisirs et des peines, vers 1817, crayon graphite, plume, encre et lavis d’encre métallo-gallique, rehauts de gouaches blanche et jaune sur papier vélin lavé de bistre, 21,7 x 26,1 cm, musée des Beaux-Arts d’Orléans[9].
- Le Charlatan, vers 1795-1800, crayon graphite, pierre noire, plume et encre brune, lavis brun et gris, rehauts de gouache blanche, sur papier vergé lavée de bistre, 24,1 x 17 cm,  musée des Beaux-Arts d’Orléans[10].
- Le 20 mars 1815, Pâques 1815, crayon graphite, plume, encres grise et noire, lavis et rehauts de gouache blanche sur papier vergé, 33,6 x 41,7 cm, musée des Beaux-Arts d’Orléans[11].
- Les Cent-Jours. La chute de Napoléon, Pâques 1815, crayon graphite, plume, encre et lavis d’encre métallo-gallique, encre et lavis d’encre noire, lavis et rehauts de gouache blanche sur papier vergé, 33,6 x 41,8 cm, musée des Beaux-Arts d’Orléans[12].
- Le Naufrage, vers 1815, plume et encre noire, lavis d’encre noire, rehauts de gouache blanche et rehauts de gomme arabique sur un tracé au graphite, sur papier lavé de bistre, Filigrane : lion avec une épée dans un cadre ovale avec une couronne ; contremarque : AO 1814, 33,3 x 41,6 cm, musée des Beaux-Arts d’Orléans[13].
- Les Adieux de Louis XVI à sa famille, vers 1814-1817, crayon graphite, plume, encre et lavis d’encre au carbone, lavis d’encre métallo-gallique, lavis et rehauts de gouaches blanches et beige ainsi que de gomme arabique, sur papier vélin lavé à l’encre métallo-gallique, 23,5 x 35 cm, musée des Beaux-Arts d’Orléans[14].

Œuvres de Jean-Marie Delaperche
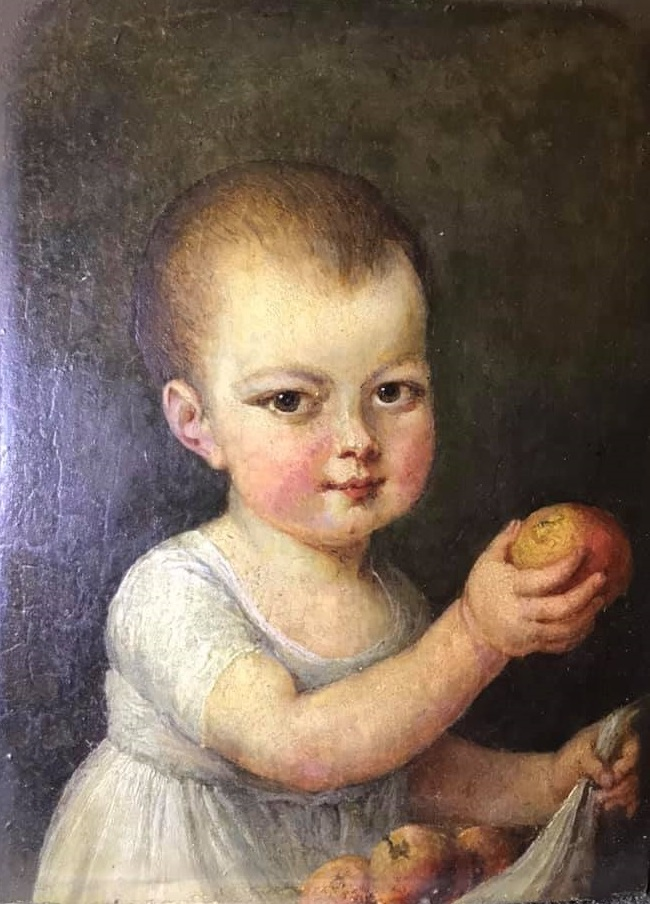
Portrait de Marie Antoine Prosper Delaperche (vers 1799), localisation inconnue.
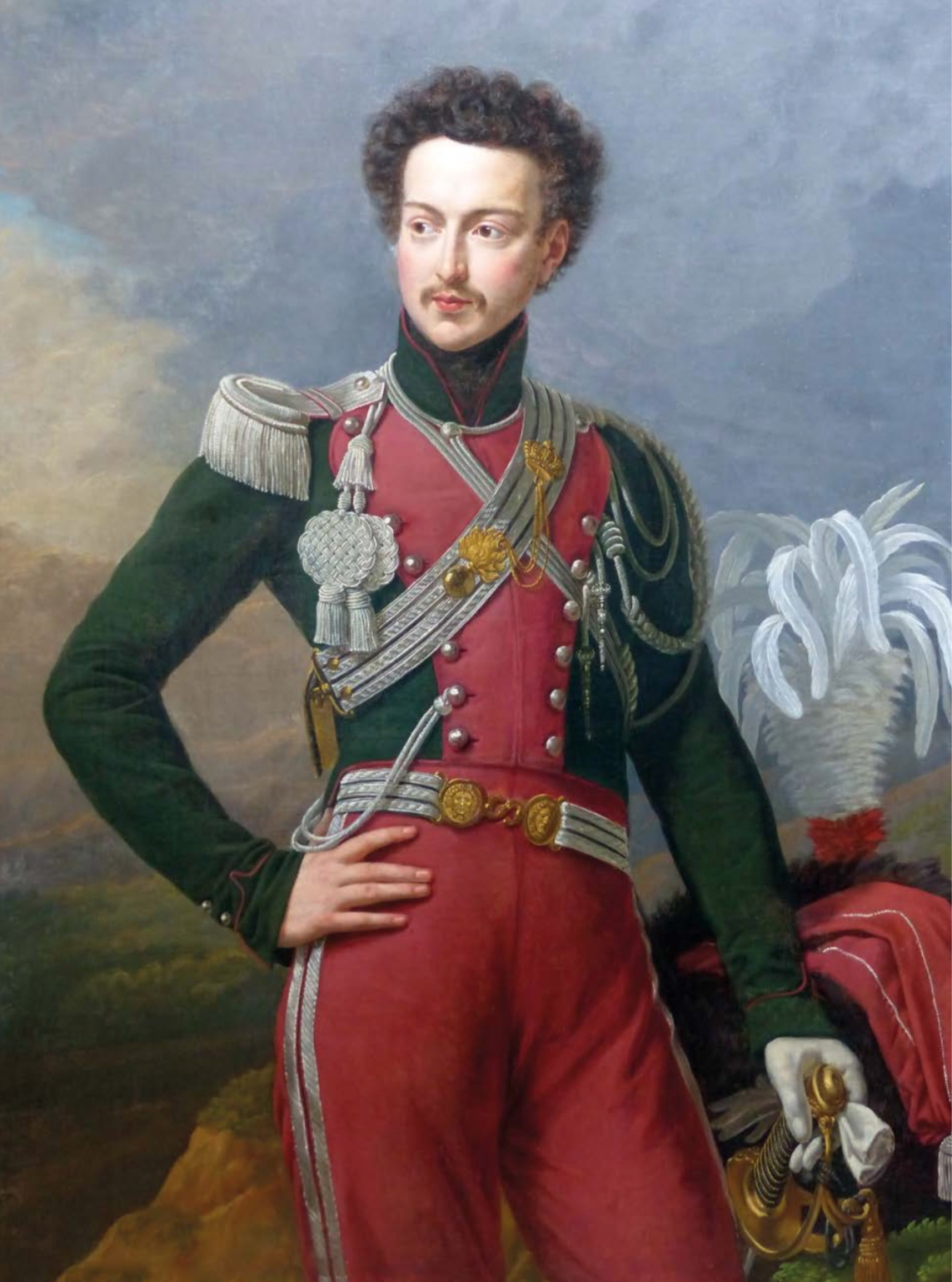
Portrait d'Antoine Prosper Delaperche, sous-lieutenant des chasseurs de la garde (vers 1824-1830), Paris, musée de l'Armée.
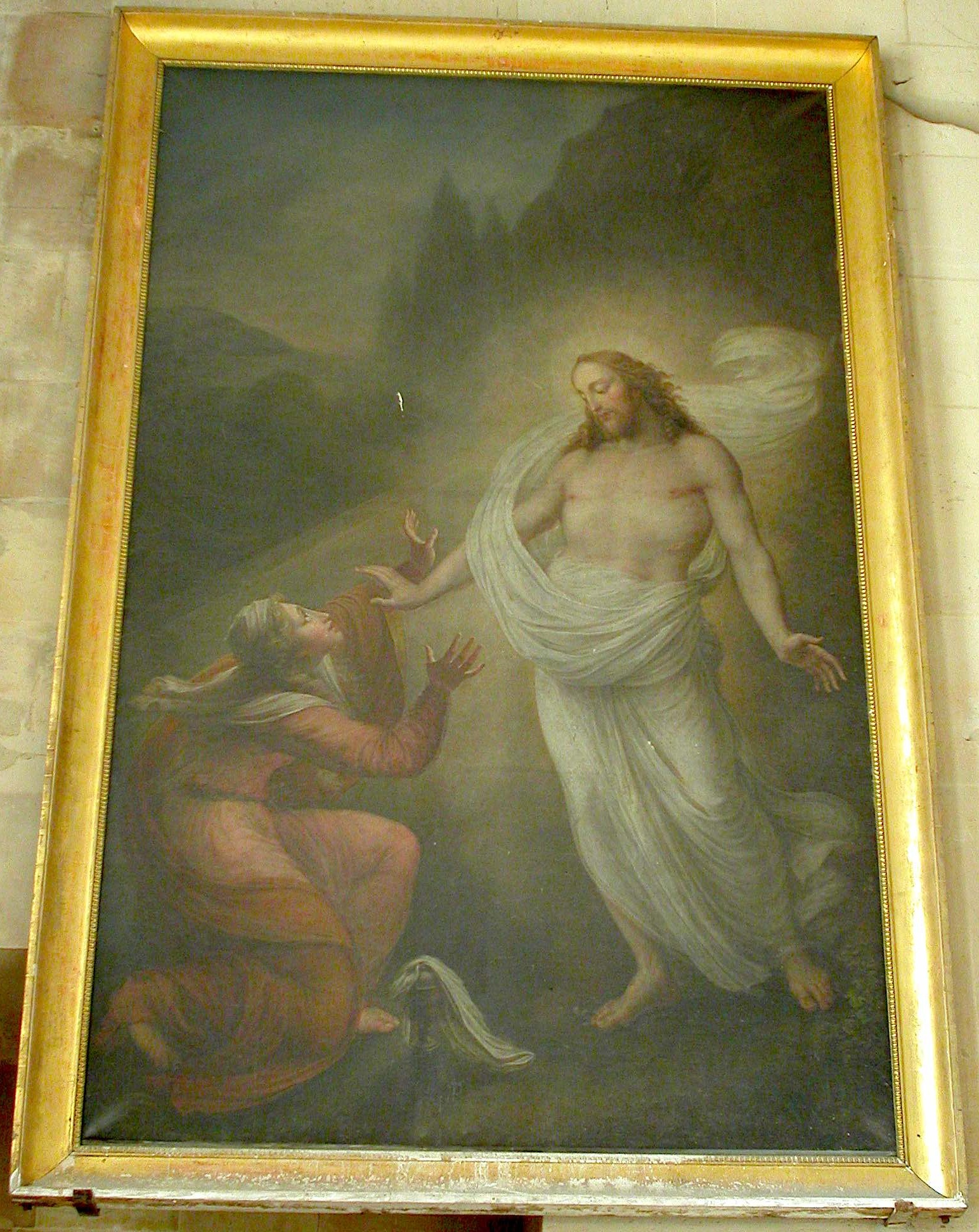
Avec Constant Delaperche, L'Apparition de Jésus à Madeleine, église Sainte-Madeleine de Rouen.
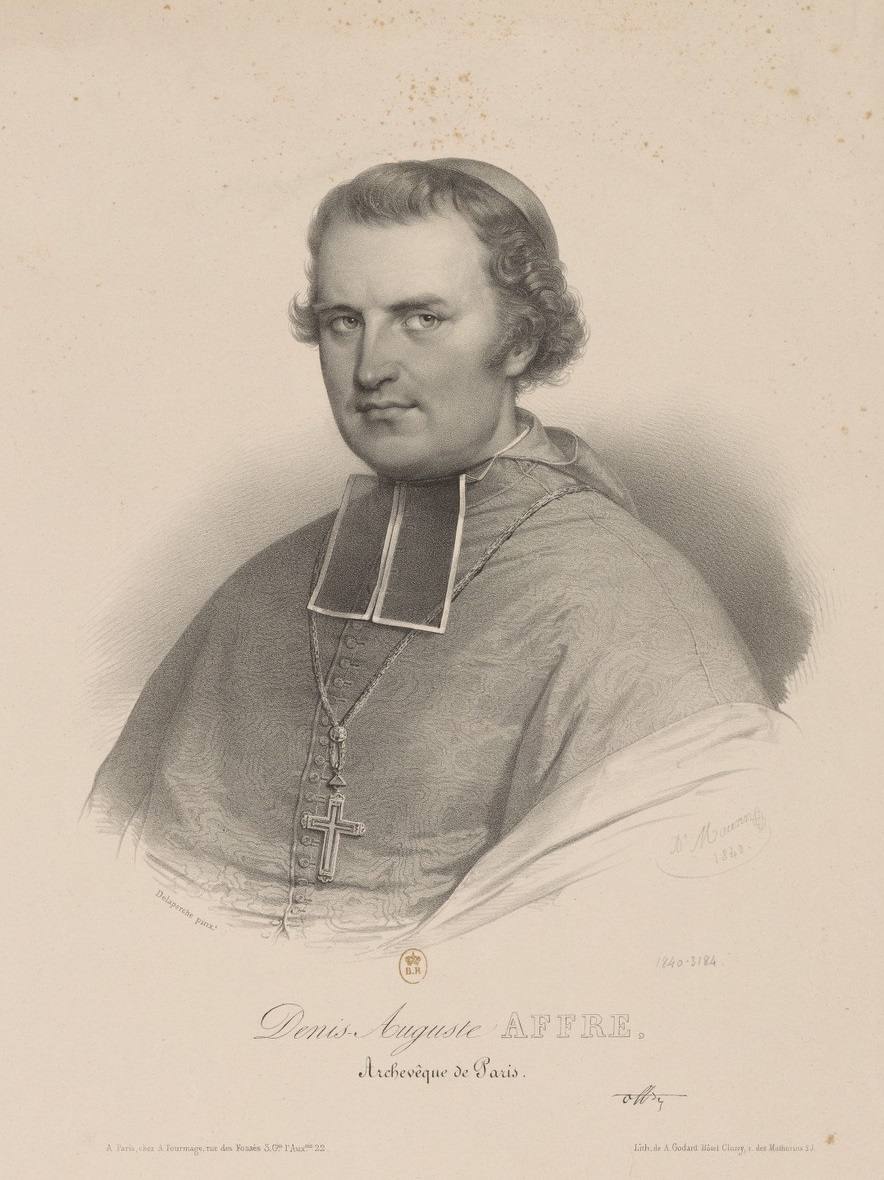
Denis-Auguste Affre, archevêque de Paris (1840), lithographie d'Antoine Maurin d'après le tableau de Delaperche.

## Exposition
- « Jean-Marie Delaperche, un artiste face aux tourments de l'histoire », musée des Beaux-Arts d'Orléans, du 1er février 2020 au 24 janvier 2021[15].